# Lucy Cousins
Elizabeth "Lucy" Cousins, född 10 februari 1964, är en engelsk författare och illustratör av barnböcker. Hon är mest känd för sina böcker om Molly Mus, men hon har även utgivit andra barnböcker, såsom "Jazzy in the Jungle" och en om Noas ark. Hon bor i Hampshire, England.